# Département Aube
Das Département de l’Aube [oːb] ist das französische Département mit der Ordnungsnummer 10. Es liegt im Nordosten des Landes in der Region Grand Est und wurde nach dem Fluss Aube benannt.

## Geographie
Das Département in der westlichen Champagne grenzt im Norden an das Département Marne, im Osten an das Département Haute-Marne, im Südosten an das Département Côte-d’Or, im Südwesten an das Département Yonne und im Nordwesten an das Département Seine-et-Marne.
Während die Seine das Département zentral von Südosten nach Nordwesten durchfließt, verläuft die namensgebende Aube im nordöstlichen und nördlichen Teil des Départements. Östlich zwischen Seine und Aube erstreckt sich der Regionale Naturpark Forêt d’Orient mit den drei künstlich angelegten Seen Lac d’Orient, Lac du Temple und Lac Amance, die der Regulierung des Wasserstandes beider Flüsse dienen.

## Geschichte
Das Département wurde am 4. März 1790 aus Teilen der Provinz Champagne gebildet.
Von 1960 bis 2015 war es Teil der Region Champagne-Ardenne, die 2016 in der Region Grand Est aufging.

## Wappen
Beschreibung: Unter einem silbernen Wellenschildhaupt ist in Blau ein silberner Schrägbalken von goldenen Mäander zu beiden Seiten begleitet.

## Städte
Das Département Aube weist wie die ganze Region Champagne-Ardenne eine eher geringe Bevölkerungsdichte auf, verglichen mit den rund 100 Einwohnern je km² in der Nachbarregion Lothringen oder dem Wert von rund 220 für das Elsass. Die bevölkerungsreichsten Gemeinden dieses Départements sind:
| Stadt                   | Einwohner (2022) | Arrondissement   |
| ----------------------- | ---------------- | ---------------- |
| Troyes                  | 62.443           | Troyes           |
| Romilly-sur-Seine       | 14.751           | Nogent-sur-Seine |
| La Chapelle-Saint-Luc   | 12.603           | Troyes           |
| Saint-André-les-Vergers | 12.695           | Troyes           |
| Sainte-Savine           | 10.457           | Troyes           |
| Saint-Julien-les-Villas | 6.752            | Troyes           |
| Nogent-sur-Seine        | 5.673            | Nogent-sur-Seine |
| Bar-sur-Aube            | 4.743            | Bar-sur-Aube     |

## Gliederung
Das Département Aube gliedert sich in 3 Arrondissements, 17 Kantone und 431 Gemeinden:

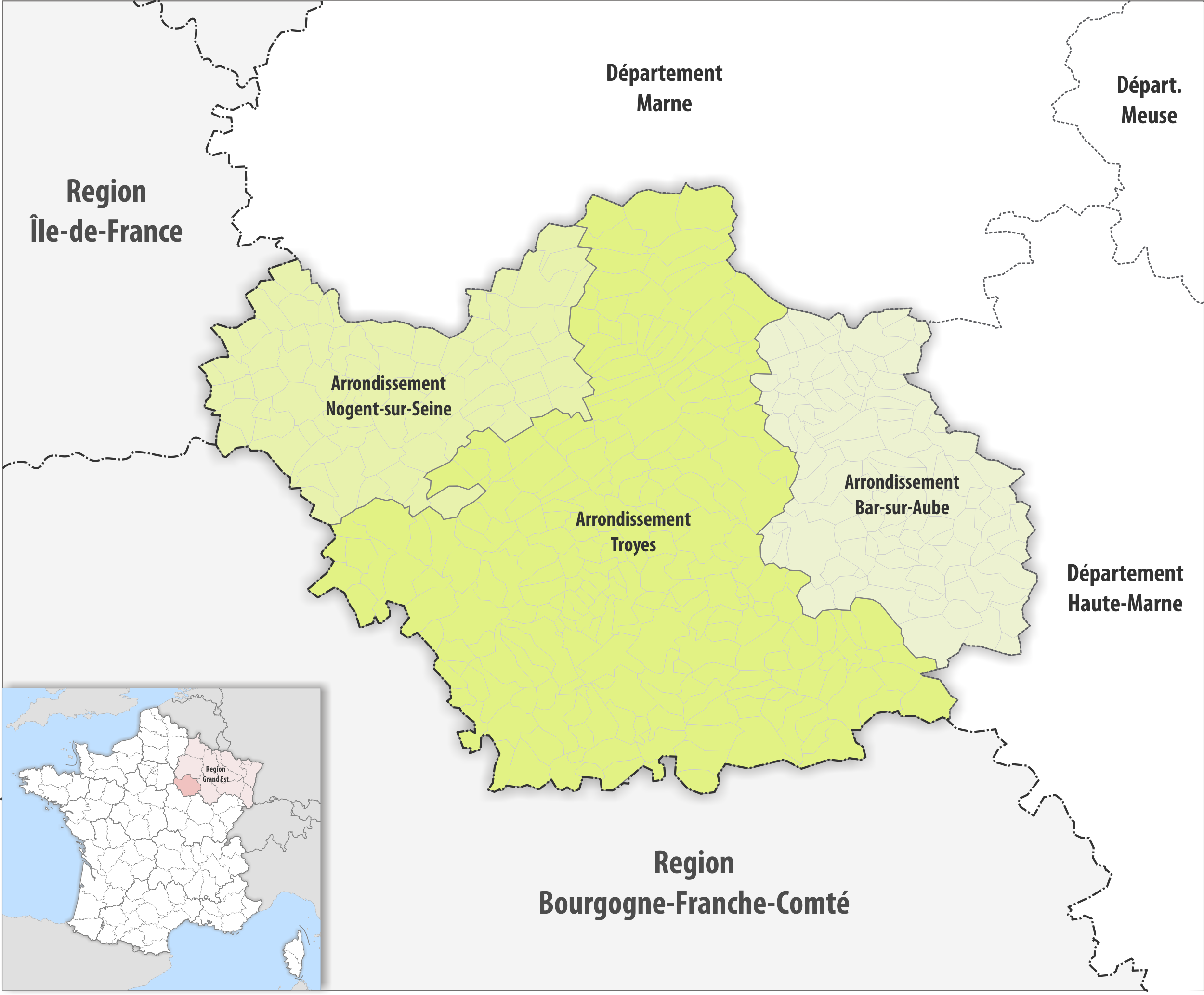
Gemeinden und Arrondissemente im Département Aube

| Arrondissement   | Kantone | Gemeinden | Einwohner 1. Januar 2022 | Fläche km² | Dichte Einw./km² | Code INSEE |
| ---------------- | ------- | --------- | ------------------------ | ---------- | ---------------- | ---------- |
| Bar-sur-Aube     | 3       | 108       | 26.878                   | 1.193,26   | 23               | 101        |
| Nogent-sur-Seine | 4       | 79        | 53.884                   | 1.223,64   | 44               | 102        |
| Troyes           | 14      | 244       | 230.314                  | 3.587,26   | 64               | 103        |
| Département Aube | 17      | 431       | 311.076                  | 6.004,16   | 52               | 10         |

## Wirtschaft
Im Département Aube liegt die größte europäische Anbaufläche von Nutzhanf, mit einem großen Teil der 5000 Hektar in der (früheren) Region Champagne-Ardenne.